# 4710 Wade
4710 Wade (1989 AX2) là một tiểu hành tinh vành đai chính được phát hiện ngày 4 tháng 1 năm 1989 bởi R. H. McNaught ở Siding Spring.